# MPEG-1
MPEG-1 је назив за групу стандарда за кодирање аудио и видео сигнала које је представила организација MPEG. Ова компресија се користи код VCD формата, а брзина протока и квалитет су блиски VHS траци. Део MPEG-1 стандарда је и популарни MP3 формат за звучне фајлове. Појавом јефтинијих, бржих и моћнијих електронских склопова, напреднији формати, као што су MPEG-2 и MPEG-4, су развијени и ушли су у употребу. Ови нови формати су комплекснији и захтевају снажније уређаје за обраду, али се постиже већа ефикасност односно за исти проток података се може постићи већи квалитет видео-сигнала.